# Zabałaccie (sielsowiet Paszkawa)
Zabałaccie (biał. Забалацце; ros. Заболотье) – wieś na Białorusi, w obwodzie mohylewskim, w rejonie mohylewskim, w sielsowiecie Paszkawa.